# Haworthia pungens
Haworthia pungens är en grästrädsväxtart som beskrevs av Martin Bruce Bayer. Haworthia pungens ingår i släktet Haworthia och familjen grästrädsväxter. Inga underarter finns listade i Catalogue of Life.